# Кастеллафьюме
Кастеллафьюме (итал. Castellafiume) — коммуна в Италии, располагается в регионе Абруццо, в провинции Л’Акуила.
Население составляет 1105 человек (2008 г.), плотность населения составляет 45 чел./км². Занимает площадь 25 км². Почтовый индекс — 67050. Телефонный код — 0863.
Покровителями коммуны почитаются Пресвятая Богородица и святитель Николай Чудотворец, празднование 6 декабря.

## Демография
Динамика населения:

## Администрация коммуны
- Официальный сайт: